# Artoria thorelli
Artoria thorelli là một loài nhện trong họ Lycosidae.
Loài này thuộc chi Artoria. Artoria thorelli được Lucien Berland miêu tả năm 1929.